# Pangea Ultima

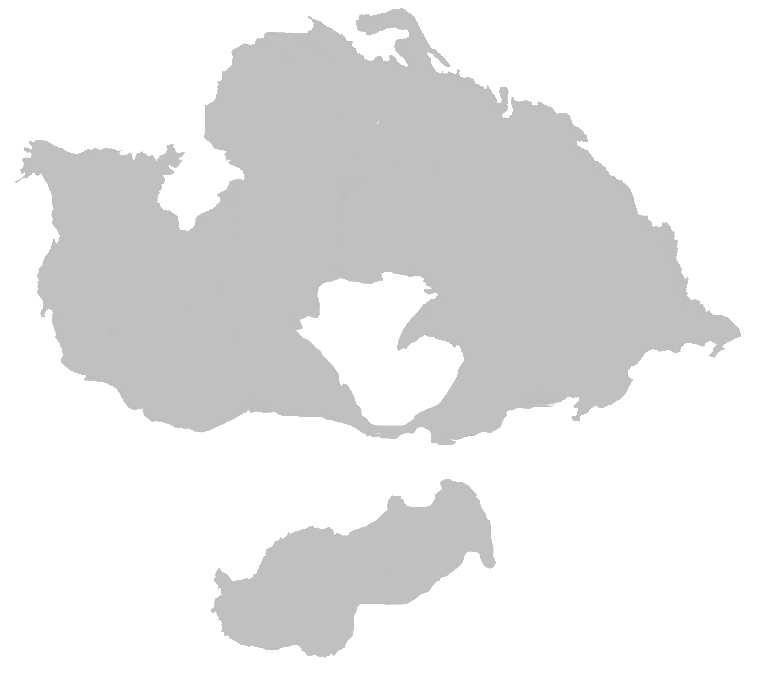
En approximation av hur Pangea Ultima kommer att se ut.

Pangaea  Ultima, även kallad Pangea Proxima, Neopangea och Pangea II, är den superkontinent som förväntas bildas om cirka 250 miljoner år som ett resultat av kontinentaldriften.
Jordens nuvarande kontinenter är fortfarande i uppbrott efter kontinenten Pangea, som existerade för ungefär 200 miljoner år sedan. Nu tror forskare att en liknande kontinent kommer att uppstå om 250 miljoner år.

## Alternativa scenarier
Paleogeologen Ronald Blakey har sagt att de kommande 15-100 miljoner åren inom kontinentaldriften är ganska förutsägbara men att ingen superkontinent kommer att bildas innan dess. Senare räknar han dock med oväntade förändringar med plats för mycket spekulation. Förutom Pangea Ultima finns andra föreslagna superkontinenter: Amasien och Novopangaea, som lades fram i oktober 2007 i en artikel i New Scientist.

### Fotnoter
1. ↑  ”Continents in collision: Pangaea Ultima”. NASA Science News. Arkiverad från originalet den 6 maj 2011. https://web.archive.org/web/20110506135959/http://science.nasa.gov/science-news/science-at-nasa/2000/ast06oct_1/. Läst 15 maj 2011.
2. 1 2  Manaugh, Geoff & al. "What Did the Continents Look Like Millions of Years Ago?" i The Atlantic online. 23 september 2013. hämtdatum: 20 augusti 2014.
3. ↑  Williams, Caroline; Ted Nield (20 oktober 2007). ”Pangaea, the comeback”. NewScientist. Arkiverad från originalet den 13 april 2008. https://web.archive.org/web/20080413162401/http://www.science.org.au/nova/newscientist/104ns_011.htm. Läst 30 augusti 2014.